# Hasunlampi
Hasunlampi är en sjö i Finland. Den ligger i kommunen Fredrikshamn i landskapet Kymmenedalen, i den södra delen av landet, 140 km öster om huvudstaden Helsingfors. Hasunlampi ligger 33 meter över havet. Arean är 17 hektar och strandlinjen är 1,79 kilometer lång. Sjön  ingår i Vehkajokis huvudavrinningsområde.   I omgivningarna runt Hasunlampi växer i huvudsak blandskog.